# Z-Machine
Z-Machine je v současné době (2012) největší zařízení typu Z-pinch a zároveň největší generátor rentgenového záření na světě a je navržen k testování materiálů za podmínek extrémně vysokého tlaku a teploty. Z-Machine se nachází v laboratořích Sandia v Albuquerque ve státě Nové Mexiko. Od jeho modernizace v roce 1996 je používán hlavně jako experimentální zařízení pro pokusy s termonukleární fúzí technikou inerciálního udržení. Data, která jsou pomocí něho získávána, jsou pak využívána v počítačovém modelování jaderných zbraní a případných pulzních fúzních elektráren.

## Práce stroje
Stroj využívá jevu zvaného Z-pinch. Jeho klíčovou součástí jsou ohromné kondenzátory, které jsou postaveny do kruhu (aby impulz dorazil ze všech ve stejnou chvíli) a všechny se vybíjejí do Marxových generátorů. Těchto generátorů je celkem 36 a jde o speciální silnoproudé obvody, které vytvoří velmi silný vysokonapěťový impuls přibližně 18 miliónů ampérů po dobu 100 nanosekund, který je pak veden několikacentimetrovou trubicí složenou z několika desítek tenkých rovnoběžných drátů z wolframu. Lorentzovy síly vyvolané impulzem pak způsobí kolaps roztavené wolframové trubice do jednolitého svazku plazmatu, přičemž se uvnitř na okamžik vytvoří prostředí o ohromném tlaku a teplotě. Původně byl uvnitř trubice polystyren, který měl pomoci homogenizovat rentgenové záření. Po jeho odstranění Z-Machine dosahoval v trubici tlaku 90 Mbar při impulzu o síle 10 miliónů ampérů.
Pokud je do válce umístěna kapsle s palivem, ohromný tlak při kolapsu válce je schopen vyvolat jadernou fúzi a uvolněnou energii je možno sbírat za účelem získání tepla pro produkci využitelné elektrické energie. Tak může zařízení tohoto typu fungovat jako elektrárna.
Vzhledem k extrémně vysokému napětí při vybití přístroje jsou napájecí zařízení ponořena v soustředných komorách s 2000 m3 transformátorového oleje a 2300 m3 deionizované vody, které fungují jako elektrické izolátory. Přesto je však elektromagnetický impuls při vybití celého přístroje tak silný, že způsobí blesky šlehající ze všech kovových předmětů v místnosti.

## 2 miliardy stupňů
V roce 2006 se podařilo pomocí Z-Machine vyrobit plazma, které přesáhlo teplotu 2 miliard K. To je více než jádro Slunce, které má teplotu "pouhých" 15 milionů K. Toho bylo dosaženo nahrazením wolframových drátů tenčími dráty z nerezové oceli. Při těchto teplotách přechází do rentgenových paprsků celých 10 až 15 % elektrického výkonu. Z-Machine byl také zapsán do Guinnessovy knihy rekordů za nejvyšší člověkem dosaženou teplotu. V této kategorii už ho překonal pouze LHC. Stále není vysvětleno, co přesně vyvolalo tak velké množství tepelné energie, ale existuje teorie, že by miniaturní magnetohydrodynamické turbulence v kombinaci s viskózním tlumením způsobily přeměnu energie magnetického pole na tepelnou energii iontů, které by svou energii předaly elektronům prostřednictvím vzájemných kolizí.

## Výzkum jaderné fúze a budoucnost
Na poli výzkumu jaderné fúze patří Z-Machine mezi nejdůležitější zařízení (dalšími jsou například NIF nebo ITER). Projekt Sandijských laboratoří Z-IFE je hlavním výzkumným projektem v tomto oboru a v současnosti (2012) největší překážkou ve spoutání jaderné fúze touto metodou je přijít na způsob, jak přístroj rychle nabíjet. Aby totiž produkce fúzní energie přesáhla výdaje, je třeba dělat pulzy rychle za sebou. Je vypočítáno, že při jednom pulzu každých 10 sekund by bylo možno ekonomicky získat stabilně 300 MW elektrárenského výkonu.
Z-Machine bude modernizován a Marxovy generátory nahrazeny novější technologií ruské výroby - lineárním transformátorovým systémem (LTD - Linear Transformer Drive) a po 8 až 10leté přestavbě bude Z-Machine schopen zažehávat pulzy každých 100 sekund.
Je plánován další krok na poli fúzní energie. Bude postavena pokusná Z-IFE fúzní elektrárna založená na LTD konstrukci pracující na principu Z-pinch. Mohla by dosahovat výkonu až 1 petawatt (1015 W, což je půl-milion krát výkonnější než Temelín) při impulzech o proudu 70 miliónů ampérů a napětí 24 miliónů voltů. Jeho LTD okruh bude mít průměr 104 m. V roce 2013 budou simulace ověřeny experimentem s maximálními pulzy, kterých je Z-Machine schopen - 26 miliónů ampér. Pokud vše dopadne, jak má, bude to znamenat průlom ve výzkumu fúzní energie.